# Unterseeboot 409
L'U-409 est un Unterseeboot type VII utilisé par la Kriegsmarine pendant la Seconde Guerre mondiale.
Le sous-marin fut commandé le 30 octobre 1939 à Dantzig (Danziger Werft), sa quille fut posée le 26 octobre 1940, il fut lancé le 23 septembre 1941 et mis en service le 31 janvier 1942, sous le commandement de l'oberleutnant zur See Hanns-Ferdinand Massmann.

## Conception
Unterseeboot type VII, l'U-409 avait un déplacement de 769 tonnes en surface et 871 tonnes en plongée. Il avait une longueur totale de 67,10 m, un maitre-bau de 6,20 m, une hauteur de 9,60 m, et un tirant d'eau de 4,74 m. Le sous-marin était propulsé par deux hélices, deux moteurs Diesel F46 de six cylindres produisant un total de 2 060 à 2 350 kW en surface et deux moteurs électriques Siemens-Schuckert GU 343/38-8 produisant un total 550 kW, en plongée. Le sous-marin avait une vitesse en surface de 17,7 nœuds (32,8 km/h) et une vitesse de 7,6 nœuds (14,1 km/h) en plongée. Immergé, il avait un rayon d'action de 80 milles marins (150 km) à quatre nœuds (7,4 km/h ; 4,6 milles par heure), en surface, son rayon d'action était de 8 500 milles nautiques (soit 15 700 km) à dix nœuds (19 km/h).
L'U-409 était équipé de cinq tubes lance-torpilles de 53,3 cm (quatre montés à l'avant et un à l'arrière) et embarquait quatorze torpilles. Il était équipé d'un canon de 8,8 cm SK C/35 (220 coups) et d'un canon anti-aérien de 20 mm Flak. Son équipage comprenait 48 sous-mariniers.

## Historique
Le U-Boot commença sa formation dans la 5. Unterseebootsflottille le 21 janvier 1942, puis il commença son service actif le 1er septembre 1942 dans la 9. Unterseebootsflottille. L'année suivante, il fut affecté à la 29. Unterseebootsflottille pour opérer en Méditerranée.
L'U-409 coula quatre navires marchands pour un total de 24 961 tonneaux, un navire de guerre de dix tonnes (transporté à bord d'un navire de transport) et a endommagé un navire marchand de 7 519 tonneaux au cours des six patrouilles qu'il effectua. Le sous-marin a également participé à six Rudeltaktik.
L'U-409 est coulé le 12 juillet 1943 en Méditerranée, au nord d'Alger, à la position 37° 12′ N, 4° 00′ E par des charges de profondeur lancées par le destroyer HMS Inconstant (en).
11 des 48 membres d'équipage meurent dans cette attaque.

### Rudeltaktik
L'U-409 pris part à six Rudeltaktik (meutes de loup) durant sa carrière opérationnelle :
- Vorwärts (25 août – 2 septembre 1942)
- Streitaxt (20 octobre – 1er novembre 1942)
- Raufbold (11-18 décembre 1942)
- Sturmbock (21-26 février 1943)
- Wildfang (26 février – 5 mars 1943)
- Westmark (6-11 mars 1943)

## Commandement
- Oberleutnant zur See Hanns-Ferdinand Massmann du 21 janvier 1942 au 12 juillet 1943

## Navires coulés
| Date            | Nom            | Nationalité | Tonnage | Fait                                        |
| --------------- | -------------- | ----------- | ------- | ------------------------------------------- |
| 30 octobre 1942 | Bullmouth      | Royaume-Uni | 7 519   | Endommagé                                   |
| 30 octobre 1942 | Silverwillow   | Royaume-Uni | 6 373   | Coulé                                       |
| 9 mars 1943     | Malantic       | États-Unis  | 3 837   | Coulé                                       |
| 9 mars 1943     | Rosewood       | Royaume-Uni | 5 989   | Coulé                                       |
| 4 juillet 1943  | City of Venice | Royaume-Uni | 8 762   | Coulé                                       |
| 4 juillet 1943  | HMS LCE-14     | Royal Navy  | 10      | Coulé (transporté à bord du City of Venice) |

### Sources
- (en) Cet article est partiellement ou en totalité issu de l’article de Wikipédia en anglais intitulé « German submarine U-409 » (voir la liste des auteurs).